# Delicious (сайт)
Delicious (в переводе с англ.  — «очаровательный», «восхитительный»), ранее del.icio.us — веб-сайт, бесплатно дающий зарегистрированным пользователям услугу хранения и публикации закладок на страницы Всемирной сети. Все посетители Delicious могут просматривать имеющиеся закладки, упорядочивая их по популярности и присваиваемым меткам (тегам).

## Описание
Зарегистрированный пользователь может добавить закладку на любую веб-страницу, указав интернет-адрес, название закладки, её краткое описание и метки. Для организации закладок на сайте используется неиерархическая система меток. Пользователи могут присваивать закладкам произвольные метки. Одной закладке можно присвоить несколько меток. Выбирая определённую метку или группу меток, можно просмотреть список закладок с этими метками. Для каждой закладки можно просмотреть список своих меток, родственных меток, а также список меток, присвоенных ей другими пользователями. Помимо своих закладок с заданной меткой можно просматривать списки популярных закладок (чем крупнее шрифт — тем метка популярнее) или же недавно добавленных другими пользователями. Таким образом можно отслеживать последние тренды Интернета.
Для удобства метки можно группировать в связки (bundles).
Есть возможность «следить» за закладками других пользователей, добавляя их закладки в папку «inbox» — все закладки пользователей можно читать с помощью RSS-ленты и при желании добавить в свои. Таким же образом можно отслеживать добавление закладок с определёнными метками. Кроме этого существует возможность послать закладку определённому пользователю, просто добавив к ней метку «for:ИмяПользователя» — он сможет её прочесть в папке «for».
По умолчанию все сохранённые пользователем закладки доступны для публичного просмотра, хотя пользователь может отметить закладки как приватные. В del.icio.us отдаётся предпочтение публичному хранению закладок. Многие пользователи используют списки ссылок (linkrolls), списки меток (tagrolls) и сетевые значки (network badges) для отображения ссылок и информации в своих блогах, кроме того для этого можно использовать функцию «ежедневная публикация в блог».
Исходный код сайта закрыт, но данные пользователя доступны для свободного скачивания через API в виде XML или формате JSON. Кроме того, их можно экспортировать в стандартный формат закладок Netscape.
Множество оригинальных функций сделали сайт самым популярным сервисом хранения закладок в 2007 году. Среди них простой веб-интерфейс сайта, понятная человеку схема URL, запоминающееся доменное имя, простой REST API, и RSS-ленты для синдикации.

## История
Сайт был запущен 24 сентября 2003 года Джошуа Шахтером. Изначально он предназначался для организации гигантской коллекции закладок самого создателя.

Джошуа Шахтер:

У меня в файле хранилось 20 000 ссылок, и я не мог больше ничего найти.
В ноябре 2004 сайт набрал около 40 000 пользователей и привлёк внимание таких компаний как Google, Microsoft, Yahoo! и Amazon.com, которые попытались нанять Шахтера. К концу 2004 года число пользователей приблизилось к 300 000.
9 декабря 2005 del.icio.us был куплен компанией Yahoo! Сделку оценивают в 15-30 млн долларов США.
6 сентября 2007 было объявлено, что готовится новая версия сайта. Познакомиться с ней могли только приглашённые пользователи.
31 июля 2008 года вышла новая версия сайта, в которой поменялся интерфейс и сменилось доменное имя.
17 декабря 2010 появились сведения о возможном закрытии сайта.
27 апреля 2011 основатели YouTube, Чад Хёрли и Стив Чэнь Шицзюнь, выкупили сервис у Yahoo!.
В 2020 году сервис приобрёл Мацей Цегловский, владелец сайта закладок Pinboard, который выкупил его и восстановил в режиме музея в 2020 году.

## Доменное имя
Старое доменное имя сайта — del.icio.us — является примером доменного хака, необычной комбинации букв с целью образовать слово или фразу. Хотя del.icio.us не является первым, кто использовал этот приём, он является самым известным и посещаемым сайтом такого рода.

## Аналоги
Существует несколько клонов del.icio.us с открытым исходным кодом, таких как Scuttle. Архивировано из оригинала 27 ноября 2012 года. и sa.bros.us. Архивировано из оригинала 27 ноября 2012 года., а также другие сервисы для социального хранения закладок, такие как Furl. Архивировано из оригинала 27 ноября 2012 года., BlinkList. Архивировано из оригинала 27 ноября 2012 года. и Netvouz. Архивировано из оригинала 27 ноября 2012 года.. В России есть аналогичные сервисы — Memori.ru. Дата обращения: 23 октября 2007. Архивировано из оригинала 25 ноября 2012 года., BobrDobr.ru. Архивировано из оригинала 27 ноября 2012 года., МоёМесто.ru. Архивировано из оригинала 27 ноября 2012 года., RedKum.com. Архивировано из оригинала 27 ноября 2012 года., Webkeep.ru. Архивировано из оригинала 27 ноября 2012 года., PaMetka.ru и др.

## Интеграция в веб-браузеры
- Расширение для Mozilla Firefox Delicious Bookmarks;[11]
- Расширение для Internet Explorer;[12]
- Расширение для Google Chrome Delicious Tools;[13]
- Платное расширение для Safari DeliciousSafari[14].